# أشنا أباد (أرومية)
أشنا أباد هي قرية في مقاطعة أرومية، إيران. يقدر عدد سكانها بـ 275 نسمة بحسب إحصاء 2016.